# Магнус Маттссон
Магнус Маттсон (дан. Magnus Mattsson, нар. 25 лютого 1999, Марсталь) — данський футболіст, півзахисник клубу «Копенгаген».

## Ігрова кар'єра
Народився 25 лютого 1999 року. Вихованець футбольної школи клубу «Сількеборг». Дорослу футбольну кар'єру розпочав 2017 року в основній команді того ж клубу, в якій провів чотири сезони, взявши участь у 60 матчах чемпіонату.
Своєю грою за цю команду привернув увагу представників тренерського штабу нідерландського клубу «Неймеген», до складу якого приєднався 28 червня 2021 року. Відіграв за команду з Неймегена наступні три сезони своєї ігрової кар'єри. Більшість часу, проведеного у складі «Неймегена», був основним гравцем команди.
1 лютого 2024 року Маттссон підписав контракт з «Копенгагеном», у складі якого в сезоні 2024/25 виграв «золотий дубль». Станом на 10 липня 2025 року відіграв за команду з Копенгагена 44 матчі в національному чемпіонаті.

## Виступи за збірні
8 березня 2017 року Магнус Маттссон провів свій єдиний матч за юнацьку збірну Данії до 18 років, зігравши в товариському матчі проти Італії в Емполі з рахунком 4:4. З 2017 по 2018 рік він зіграв у семи матчах за юнацьку збірну до 19 років, включаючи три у відбіркових матчах до чемпіонату Європи, забивши один гол. Після двох товариських матчів за збірну Данії до 20 років у жовтні 2018 року Маттссон провів свій єдиний матч за молодіжну збірну Данії до 21 року 16 січня 2019 року, зігравши в товариському матчі проти Мексики.

## Статистика виступів

### Статистика клубних виступів
| Сезон             | Команда           | Чемпіонат         | Чемпіонат | Чемпіонат | Національний кубок | Національний кубок | Національний кубок | Континентальні кубки | Континентальні кубки | Континентальні кубки | Інші змагання | Інші змагання | Інші змагання | Усього | Усього | Усього |
| Сезон             | Команда           | Ліга              | Ігор      | Голів     | Ліга               | Ігор               | Голів              | Ліга                 | Ігор                 | Голів                | Ліга          | Ігор          | Голів         | Ігор   | Голів  |        |
| ----------------- | ----------------- | ----------------- | --------- | --------- | ------------------ | ------------------ | ------------------ | -------------------- | -------------------- | -------------------- | ------------- | ------------- | ------------- | ------ | ------ | ------ |
| 2017–18           | «Сількеборг»      | СЛ                | 12+6      | 0+1       | КД                 | 3                  | 1                  |                      | -                    | -                    |               | -             | -             | 21     | 2      |        |
| 2018–19           | «Сількеборг»      | 1Д                | 20        | 6         | КД                 | 0                  | 0                  |                      | -                    | -                    |               | -             | -             | 20     | 6      |        |
| 2019–20           | «Сількеборг»      | СЛ                | 0         | 0         | КД                 | 0                  | 0                  |                      | -                    | -                    |               | -             | -             | 0      | 0      |        |
| 2020–21           | «Сількеборг»      | 1Д                | 28        | 19        | КД                 | 0                  | 0                  |                      | -                    | -                    |               | -             | -             | 28     | 19     |        |
| 2021–22           | «Неймеген»        | ЕД                | 4         | 0         | КН                 | 0                  | 0                  |                      | -                    | -                    |               | -             | -             | 4      | 0      |        |
| Усього за кар'єру | Усього за кар'єру | Усього за кар'єру | 70        | 26        |                    | 3                  | 1                  |                      | -                    | -                    |               | -             | -             | 73     | 27     |        |

## Титули і досягнення
- Чемпіон Данії (1):

«Копенгаген»: 2024/25
- Володар Кубка Данії (1):

«Копенгаген»: 2024/25

## Особисте життя
Молодший брат Магнуса, Пелле Маттссон, також став футболістом, а їхній батько, Йоакім Маттссон, був шведським футбольним тренером.